# چهاردهمین مراسم گلدن گلوب
۱۴مین مراسم گلدن گلوب برای ارج نهادن به بهترین در فیلم سال ۱۹۵۶ در ۲۸ فوریه سال ۱۹۵۷ برگزار شد در هتل سفیر لوس آنجلس برگزار شد .
اینگرید برگمن تا سال ۱۹۵۷ تنها بازیگری بود که سه گلدن گلوب برای بهترین بازیگر نقش اول دریافت کرده‌است .
الیا کازان تا سال ۱۹۵۷ تنها کارگردانی است که سه بار پیاپی برنده گوی زرین شود وی در دوره 12 برای بهترین کارگردانی و در دوره 13 برای بهترین فیلم و در این دوره برای بهترین کارگردانی گوی زرین را تصاحب کرده‌است . و وی تا سال 1957 تنها شخصی بود که سه بار برنده بهترین کارگردانی شده بود . وی در مجموع تا سال 1957 ؛ پنج گوی زرین بدست آورده بود .

## برندگان و نامزدها

### جایزه گلدن گلوب بهترین فیلم – درام
دور دنیا در هشتاد روز directed by مایکل اندرسون
- غول directed by جرج استیونز
- شور زندگی directed by وینسنت مینلی
- باران‌ساز directed by جوزف آنتونی
- جنگ و صلح directed by کینگ ویدور

### جایزه گلدن گلوب بهترین فیلم – موزیکال یا کمدی
پادشاه و من directed by والتر لنگ
- ایستگاه اتوبوس directed by جاشوا لوگن
- جنس مخالف directed by دیوید میلر
- The Solid Gold Cadillac directed by ریچارد کواین
- چایخانه ماه اوت directed by دنیل من[۱][۲]

### جایزه گلدن گلوب بهترین بازیگر مرد – فیلم درام
کرک داگلاس - شور زندگی
- گری کوپر - ترغیب دوستانه
- چارلتون هستون - ده فرمان
- برت لنکستر - باران‌ساز
- کارل مالدن -  بیبی دال[۳]

### جایزه گلدن گلوب بهترین بازیگر زن – فیلم درام
اینگرید برگمن - آناستازیا
- کارول بیکر - بیبی دال
- هلن هیز - آناستازیا
- کاترین هپبورن - باران‌ساز
- آدری هپبورن - جنگ و صلح[۴]

### جایزه گلدن گلوب بهترین بازیگر مرد – فیلم موزیکال یا کمدی
کانتینفلاس - دور دنیا در هشتاد روز
- مارلون براندو - چایخانه ماه اوت
- یول برینر - پادشاه و من
- گلن فورد - چایخانه ماه اوت
- دنی کی - The Court Jester[۵]

### جایزه گلدن گلوب بهترین بازیگر زن – فیلم موزیکال یا کمدی
دبورا کار - پادشاه و من
- جودی هالیدی - The Solid Gold Cadillac
- ماچیکو کیو - چایخانه ماه اوت
- مریلین مونرو - ایستگاه اتوبوس
- دبی رینولدز - Bundle of Joy[۶]

### جایزه گلدن گلوب بهترین بازیگر نقش مکمل مرد
ارل هالیمن - باران‌ساز
- ادی آلبرت - چایخانه ماه اوت
- اسکار هومولکا - جنگ و صلح
- آنتونی کوئین - شور زندگی
- ایلای والاک - بیبی دال[۷]

### جایزه گلدن گلوب بهترین بازیگر نقش مکمل زن
آیلین هکارت - بدذات
- میلدرد دانوک - بیبی دال
- مارجوری ماین - ترغیب دوستانه
- دوروتی مالون - بربادنوشته
- پتی مک‌کورمک - بدذات[۸]

### جایزه گلدن گلوب بهترین کارگردانی
الیا کازان - بیبی دال
- مایکل اندرسون - دور دنیا در هشتاد روز
- وینسنت مینلی - شور زندگی
- جرج استیونز - غول
- کینگ ویدور - جنگ و صلح[۹]

### Most Promising Newcomer - Male
Three way tie
- جان کر
- پل نیومن
- آنتونی پرکینز[۱۰]

### Most Promising Newcomer - Female
Three way tie
- کارول بیکر
- جین منسفیلد
- ناتالی وود[۱۱]

### New Foreign Star of the year - Actor
ژاک برژراک

### New Foreign star of the year - Actress
تائینا الگ

### Best Film Promoting International Understanding
Battle Hymn directed by داگلاس سیرک
- ترغیب دوستانه directed by ویلیام وایلر
- پادشاه و من directed by والتر لنگ
- چایخانه ماه اوت directed by دنیل من[۱۴]

### جایزه گلدن گلوب بهترین مجموعه تلویزیونی – درام
- Playhouse 90
- این زندگی شماست
- Matinee Theater
- The Mickey Mouse Club
- Cheyenne[۱۵]

### جایزه گلدن گلوب سیسیل بی. دمیل
مروین لیروی

### Hollywood Citizenship Award
رونالد ریگان

### Special Achievement Awards
- دیمیتری تیومکین for recognition in film music[۱۷]
- Edwin Schallert for advancing the film industry[۱۸]
- الیزابت تیلور for consistent performance[۱۹]

### Henrietta Award (World Film Favorites)
جیمز دین and کیم نواک